# Československé chemické závody
Československé chemické závody byl ústřední orgán, který měl formu národního podniku.

## Vznik
Dne 9. listopadu 1948 byla v deníku Rudé právo zveřejněna informace, že v Československu bylo 16 základních hospodářských oborů, které dostaly v rámci Dvouletého hospodářského plánu úkoly pro období let 1947 a 1948. Počet oborů se postupně zvýšil na 25 jednotek. V čele každého oboru stál Ústřední orgán, který měl funkci direktivní, ale také ekonomickou, protože se spolupodílel na finančních operacích podřízených národních podniků.
Ústřední orgány byly podřízeny jednotlivým ministerstvům.

## Ústřední orgán Československé chemické závody
Ústřední orgán Československé chemické závody:

#### V Čechách, na Moravě[6]
- Spolek pro chemickou a hutní výrobu, n p. Praha II, Štěpánská 30
- Synthesia, chemické závody, n. p. Praha XII, Škrétova 6
- Ostravské chemické závody, n. p, Ostrava, Na hradbách 13
- Spojené farmaceutické závody, n. p. , Praha II, Na poříčí 28
- Rafinerie minerálních olejů n. p. , Praha XV, Dvořákova 17 (v roce 1946 Pardubice)[7]
- Stalinovy závody, n. p. Horní Litvínov, Praha II, Hybernská 42 (v roce 1946 Most)

#### Na Slovensku
- Chemické závody na Slovensku, n. p. Bratislava, Hviezdoslavovo námestí 14
- Závody pre chemickú výrobu, Nováky[8] n. p. Bratislava, Gorkého 8
- Chemické závody Dynamit Nobel, n. p. Bratislava
- Lučobné a farmaceutické závody, n. p. Bratislava, Hviezdoslavovo námestí 14
- Slovenské rafinerie minerálných olejov, Bratislava, Hviezdoslavovo námestí 14

## Organizační schéma
Ze seznamu (schématu) je patrné, že organizace byla třístupňová:
ministerstvo → ústřední orgán (národní podnik) → konkrétní národní podnik